# Эйкон
А́лиан Дамала Тиа́м (англ. Aliaune Damala Thiam; род. 16 апреля 1973), более известный как Э́йкон (Akon) — сенегальско-американский певец, рэпер, автор песен, музыкальный продюсер, предприниматель, филантроп и актёр.
Первый сольный артист, дважды занявший первые два места в чарте Billboard Hot 100.

## Ранняя жизнь
Алиан Тиам родился в Сент-Луисе и провёл большую часть своего детства в западноафриканской стране Сенегал, которую он называет «родиной». Ребёнок танцовщицы Кайн Гей-Тиам (Kine Gueye Thiam; в девичестве Гей) и перкуссиониста Мора Тиама (Mor Thiam), Эйкон научился играть на пяти инструментах, включая барабаны, гитару и джембе. В 7 лет вместе с семьёй эмигрировал в США, в город Юнион-Сити (штат Нью-Джерси), распределяя своё время между США и Сенегалом до обоснования в Ньюарке. Выросший в Нью-Джерси, Эйкон испытывал трудности в общении с другими детьми. Когда он и его старший брат закончили старшую школу, родители оставили их одних в Нью-Джерси и переехали с остальными членами семьи в Атланту (штат Джорджия).
Что касается даты рождения, то Эйкон тщательно её скрывает, что является причиной того, что многие СМИ сообщают её некорректно. Тем не менее, из правовых документов, опубликованных на сайте The Smoking Gun, можно узнать его настоящую дату рождения — 16 апреля 1973 года.

## Музыкальная карьера
Свою первую композицию «Operations of Nature» Эйкон записал ещё в школе. Практически сразу после переезда в США у него возникают проблемы с законом. За вооружённое ограбление магазина и торговлю наркотиками подросток попадает за решетку. В тюрьме Эйкон провёл пять лет, но тяжесть жизни в заточении не сломила его, он переосмыслил свои поступки и решил встать на путь исправления и заняться музыкой, хотя годы, проведённые в заключении, тоже не прошли даром: большинство текстов к будущим хитам он написал ещё в тюрьме.

### 2003—2005: Освобождение иTrouble
После выхода на свободу Эйкон практически сразу приступает к записи нескольких рэп-баллад о своей жизни. В домашней студии он записывает несколько композиций, которые попали в звукозаписывающую студию Universal.
В 2004 году под лейблом SRC/Universal выходит дебютный альбом Trouble. Пластинка была создана под воздействием переживаний и впечатлений Эйкона, полученных им в мрачном прошлом. Будучи единоличным автором и продюсером всех песен, Эйкон не ограничивал себя в поиске нового звучания, выборе оптимальных формул и решений. Одним из первых удавшихся экспериментов стала композиция «Show Out», в которой певец произносил отрывки из стихотворений школьной программы. Популярностью пользовался и сингл «Locked Up», задуманный Эйконом во время его тюремного заключения. Там же ему пришла в голову идея, реализованная в хите «Ghetto». Несоответствующая общему настроению альбома песня «Belly Dancer (Bananza)» стала хитом танцевальных площадок США. Альбом не поднялся на вершину чартов, но продержался в них достаточно, чтобы его продажи принесли ему платиновый статус.

### 2006:Konvicted[9]

Эйкон выступает в Verizon Wireless Amphitheatre в Шарлотте, 2007 год

Следующая пластинка Эйкона под названием Konvicted была признана одним из лучших релизов года. Все песни, кроме одной, певец написал сам. В записи диска приняли участие некоторые друзья артиста. Композиция «Smack That» была записана вместе с Эминемом. Дебютировав на 95-й строчке чарта Billboard Hot 100, песня стремительно достигла 7-й позиции. Снуп Догг также помог молодому артисту, приняв участие в создании баллад «I Wanna Love You» и «Don’t Matter». Всего Konvicted, чтобы обрести платиновый статус, понадобилось семь недель. Высокие продажи обоих альбомов позволили Эйкону основать свой собственный лейбл под названием Konvict Muzik. Обретя известность и деньги, артист решил попробовать свои силы вне музыкального бизнеса и собрался запустить собственное телешоу и снять фильм, основанный на фактах из его жизни. Кроме того, в феврале 2007-го Эйкон запустил линию одежды Konvict Clothing.

### 2008—2009:Freedom
Свой третий альбом Freedom Эйкон выпустил 2 декабря 2008 года. В поддержку было выпущено четыре сингла: «Right Now (Na Na Na)», «I’m So Paid» (при уч. Lil Wayne, Young Jeezy), «Beautiful» (при уч. Kardinal Offishall, Colby O’Donis) и «We Don’t Care». В Соединённых Штатах Freedom был сертифицирован платиновым. Эйкон и Konvict Muzik спродюсировали альбом группы Flipsyde под названием State of Survival, выпущенный на лейблах KonLive Distribution и Cherrytree Records. Также он выступил исполнительным продюсером на четвёртом альбоме Kardinal Offishall'а «Not 4 Sale». Сингл «Dangerous», в котором принял участие Эйкон, поднялся до 5-й позиции в Billboard Hot 100. Он выступил соавтором хита Леди Гаги «Just Dance», который был номинирован в категории «Лучшая танцевальная запись» на 51-й церемонии «Грэмми».
После неожиданной смерти Майкла Джексона, с которым Эйкон сотрудничал, он выпустил трибьют-песню под названием «Cry Out Of Joy». В интервью Питу Льюису Эйкон утверждал, что к концу жизни Джексона они с ним стали близкими друзьями. В июле 2008 года песня Майкла Джексона и Эйкона «Hold My Hand» преждевременно утекла в интернет, из-за чего его убрали из конечного списка композиций Freedom. В интервью Тэвису Смайли певец признался, что Джексон планировал полномасштабный релиз, включая музыкальный видеоклип, пока песня не просочилась в интернет. Это последняя известная песня Джексона до его смерти 25 июня 2009 года. Эйкон закончил работу над композицией для посмертного альбома Джексона Michael, также песня была выпущена как сингл в ноябре 2010 года.
Французский продюсер Давид Гетта поработал с Эйконом, результатом чего стала песня «Sexy Bitch» — первая работа певца в стиле хаус. Песня заняла первое место в чартах более чем шести стран, а также поднялась до 5-го места в Billboard Hot 100. Эйкон также спродюсировал и записал «Oh Africa» специально для Чемпионата мира по футболу 2010 при поддержке Pepsi.

### 2010—2018:Stadiumи перерыв
В сентябре 2010 года был выпущен спродюсированный Давидом Геттой сингл «Angel», который достиг только 56-й позиции в чарте US Billboard, что значительно уступает предыдущим результатам Эйкона. Эту песню артист исполнил на показе Victoria’s Secret Fashion Show 2010. Чтобы поработать с Деймианом, Джулианом и Стивеном Марли, Эйкон отправился на Ямайку. Примерно в это же время Эйкон вместе с Доктором Дре и Снуп Доггом поработал над песней «Kush», достигшей 36-й позиции в чарте Billboard. Предполагалось, что это сингл с готовящегося тогда альбома Доктора Дре Detox, однако песню с альбома убрали, а сам альбом свернули. Эйкон также поучаствовал в благотворительном сингле «We Are the World: 25 for Haiti», выпущенном в помощь пострадавшим от землетрясения на Гаити 2010 года. После почти трёхлетнего перерыва от сольного творчества Эйкон выпускает промосингл «Dirty Work» (при уч. Wiz Khalifa), который был опубликован для бесплатного скачивания в феврале 2013 года и достиг 31-го места в чарте Rhytmic Billboard.
11 ноября 2013 года Эйкон выпустил самостоятельный сингл под названием «So Blue».
1 января 2015 года Эйкон выпустил пять синглов с альбома Stadium. Певец анонсировал, что альбом будет пятерным и разбитым на пять жанров (Euro, Pop, Urban, Island и World). Все синглы потерпели неудачу в покорении чартов.
В ноябре 2015 года через свой официальный сайт Эйкон анонсировал, что планирует выпустить свой четвёртый альбом Stadium в четырёх версиях: Stadium — Island, Stadium — Urban, Stadium — World и Stadium — House.
По задумке Эйкона все версии альбома должны были быть доступны эксклюзивно в мобильном приложении для Stadium, которое бы монетизировалось рекламными объявлениями, но позволяло при этом стримить его альбомы фанатам. Альбом был отложен на неопределённый период, однако остаётся вероятность его выхода в недалёком будущем.
В конце 2015-го — начале 2016-го Эйкон выпустил синглы «Want Some», «Hypnotized» и «Good Girls Lie», подписав контракт с лейблом Atlantic Records. В апреле 2016 года Эйкон появился в китайском реалити-шоу «Я — певец» вместе с тайваньским певцом Джеффом Чжаном. Позднее в этом же году Эйкон принял участие в записи ремикса сингла Джоуи Монтаны «Picky» и посвящённого Майклу Джексону трибьют-сингла Гуччи Мейна «Moonwalk», где также поучаствовал Крис Браун.
В конце 2017-го Эйкон выпустил совместный микстейп с подписантами своего лейбла Konvict, который был озаглавлен Konvict Kartel Vol. 2.

### 2019 — настоящее время
Эйкон объявил об открытии своего нового лейбла Akonik Label Group и о том, что он выпустит четыре студийных альбома в разных жанрах. В мае 2019 года певец выпустил свой первый латинский сингл «Get Money» (при участии пуэрто-риканского рэпера Anuel AA). Предполагалось, что это лид-сингл с четвёртого альбома Эйкона El Negreeto, однако в финальную версию пластинки он не попал. Выход альбома ожидался 30 августа 2019 года, но был перенесён и состоялся 4 октября 2019 года. 6 сентября 2019 года Эйкон выпустил настоящий лид-сингл с El Negreeto — «Cómo No» (при участии мексиканоамериканской певицы Беки Джи). Затем последовал пятый альбом Эйкона, получивший название Akonda и выпущенный 25 октября 2019 года, в стиле «афробитс». Синглы с альбома — «Low Key» и «Wakonda». В 2020 году ожидается выход альбома Konnect, который будет выполнен в R&B- и хип-хоп-направлениях, как и самые первые альбомы Эйкона. Синглы с альбома — «Benjamin» и «Can’t Say No».

## Благотворительность
Akon запустил проект Akon Lighting Africa в 2014 году, который обеспечивает электроэнергией 15 стран Африки.
Он также запустил собственную благотворительную организацию для детей из малообеспеченных семей в Африке под названием Konfidence Foundation.
Эйкон был включен в качестве гостя в официальное музыкальное видео Pitbull  «I Believe That We Will Win (World Anthem)», все доходы от продаж, потоковой передачи и просмотров с которого передаются Фонду Энтони Роббинса и Feeding America в качестве помощи тем, кто пострадал от пандемии COVID-19.

## Дискография
- Trouble (2004)
- Konvicted (2006)
- Freedom (2008)
- El Negreeto[англ.] (2019)
- Akonda (2019)
- TT Freak (2022)
- Afro Freak (2023)

## Фильмография
| Год  | Название                                       | Роль   |
| ---- | ---------------------------------------------- | ------ |
| 2012 | «Чёрный ноябрь»                                | Opuwei |
| 2015 | «Ограбление по-американски»                    | Sugar  |
| 2016 | «Поп-звезда: Не переставай, не останавливайся» | камео  |
| 2018 | «Мафия не может править миром»                 | Akon   |